# Gilles Yapi-Yapo
Gilles Yapi-Yapo est un footballeur ivoirien, né le 30 janvier 1982 à Abidjan.

## Biographie
Formé à l'ASEC Mimosas, il joue ensuite au KSK Beveren, au FC Nantes, aux Young Boys de Berne et au FC Bâle avec qui il remporte le championnat de Suisse à trois reprises ainsi que la Coupe de Suisse. Il évolue en 2013 au Dubaï Club puis retourne en Suisse au FC Zurich qui participe à l'édition 2014-2015 de la Ligue Europa.
Avec la sélection ivoirienne, il est vice-champion d'Afrique en 2006 avec la Côte d'Ivoire.

## Carrière
- 2000-2001 :  ASEC Mimosas
- 2001-2004 :  KSK Beveren
- 2004-fév. 2006 :  FC Nantes
- fév. 2006-2010  :  BSC Young Boys
- 2010-2013 :  FC Bâle
- 2013-2014 :  Dubaï Club
- depuis 2014 :  FC Zurich

## Palmarès
- Champion de Suisse en 2011, 2012 et 2013 avec le FC Bâle.
- Vainqueur de la coupe de Suisse en 2012 avec le FC Bâle[1] et en 2016 avec le FC Zurich
- Vainqueur de la Supercoupe de la CAF en 1999 avec l'ASEC Mimosas[2].
- Champion de Côte d'Ivoire en 2000 et 2001 avec l'ASEC Mimosas.
- Finaliste de la Coupe de la Ligue française de football 2003-2004 avec le FC Nantes.
- Finaliste de la CAN 2006 avec la Côte d'Ivoire.
- 33 sélections en équipe de Côte d'Ivoire[3].